# Campionatul European de Fotbal Feminin 2022
Campionatul European de Fotbal Feminin din 2022 s-a desfășurat în Anglia, între 6 și 31 iulie 2022. Competiția trebuia să fie desfășurată inițial în 2021, dar a fost amânată, din cauza pandemiei de COVID-19. A fost pentru a două oară când Anglia a organizat acest eveniment sportiv după cel din 2005.
Ediția a fost câștigată de Anglia, care a învins Germania în finala disputată pe stadionul Wembley din Londra.

## Stadioane
10 stadioane au fost selectate.
| Londra (Wembley)            | Manchester (Old Trafford)                                                        | Sheffield                                                                        | Southampton                                                                      |
| --------------------------- | -------------------------------------------------------------------------------- | -------------------------------------------------------------------------------- | -------------------------------------------------------------------------------- |
| Wembley Stadium             | Old Trafford                                                                     | Bramall Lane                                                                     | St Mary's Stadium                                                                |
| Capacitate: 90 000          | Capacitate: 74 879                                                               | Capacitate: 32 702                                                               | Capacitate: 32 505                                                               |
|                             |                                                                                  |                                                                                  |                                                                                  |
| Brighton and Hove           | LondraManchesterSheffieldSouthamptonBrighton and HoveMilton KeynesRotherhamLeigh | LondraManchesterSheffieldSouthamptonBrighton and HoveMilton KeynesRotherhamLeigh | LondraManchesterSheffieldSouthamptonBrighton and HoveMilton KeynesRotherhamLeigh |
| Falmer Stadium              | LondraManchesterSheffieldSouthamptonBrighton and HoveMilton KeynesRotherhamLeigh | LondraManchesterSheffieldSouthamptonBrighton and HoveMilton KeynesRotherhamLeigh | LondraManchesterSheffieldSouthamptonBrighton and HoveMilton KeynesRotherhamLeigh |
| Capacitate: 31 800          | LondraManchesterSheffieldSouthamptonBrighton and HoveMilton KeynesRotherhamLeigh | LondraManchesterSheffieldSouthamptonBrighton and HoveMilton KeynesRotherhamLeigh | LondraManchesterSheffieldSouthamptonBrighton and HoveMilton KeynesRotherhamLeigh |
|                             | LondraManchesterSheffieldSouthamptonBrighton and HoveMilton KeynesRotherhamLeigh | LondraManchesterSheffieldSouthamptonBrighton and HoveMilton KeynesRotherhamLeigh | LondraManchesterSheffieldSouthamptonBrighton and HoveMilton KeynesRotherhamLeigh |
| Milton Keynes               | LondraManchesterSheffieldSouthamptonBrighton and HoveMilton KeynesRotherhamLeigh | LondraManchesterSheffieldSouthamptonBrighton and HoveMilton KeynesRotherhamLeigh | LondraManchesterSheffieldSouthamptonBrighton and HoveMilton KeynesRotherhamLeigh |
| Stadium MK                  | LondraManchesterSheffieldSouthamptonBrighton and HoveMilton KeynesRotherhamLeigh | LondraManchesterSheffieldSouthamptonBrighton and HoveMilton KeynesRotherhamLeigh | LondraManchesterSheffieldSouthamptonBrighton and HoveMilton KeynesRotherhamLeigh |
| Capacitate: 30 500          | LondraManchesterSheffieldSouthamptonBrighton and HoveMilton KeynesRotherhamLeigh | LondraManchesterSheffieldSouthamptonBrighton and HoveMilton KeynesRotherhamLeigh | LondraManchesterSheffieldSouthamptonBrighton and HoveMilton KeynesRotherhamLeigh |
|                             | LondraManchesterSheffieldSouthamptonBrighton and HoveMilton KeynesRotherhamLeigh | LondraManchesterSheffieldSouthamptonBrighton and HoveMilton KeynesRotherhamLeigh | LondraManchesterSheffieldSouthamptonBrighton and HoveMilton KeynesRotherhamLeigh |
| Londra (Brentford)          | Rotherham                                                                        | Leigh                                                                            | Manchester (Bradford)                                                            |
| Brentford Community Stadium | New York Stadium                                                                 | Leigh Sports Village                                                             | Academy Stadium                                                                  |
| Capacitate: 17 250          | Capacitate: 12 021                                                               | Capacitate: 12 000                                                               | Capacitate: 7 000                                                                |
|                             |                                                                                  |                                                                                  |                                                                                  |

## Arbitri
Pe 19 aprilie 2022, UEFA a anunțat arbitrii.
- Ivana Martinčić
- Jana Adámková
- Rebecca Welch
- Lina Lehtovaara
- Stéphanie Frappart
- Riem Hussein
- Iuliana Demetrescu
- Marta Huerta de Aza
- Tess Olofsson
- Esther Staubli
- Katerîna Monzul
- Emikar Calderas Barrera
- Cheryl Foster

## Faza grupelor

### Grupa A
| 6 iulie 2022 | Anglia   | 1 – 0 | Austria         |  |
| 7 iulie 2022 | Norvegia | 4 – 1 | Irlanda de Nord |  |

| 11 iulie 2022 | Austria | 2 – 0 | Irlanda de Nord |  |
| 11 iulie 2022 | Anglia  | 8 – 0 | Norvegia        |  |

| 15 iulie 2022 | Irlanda de Nord | 0 – 5 | Anglia   |  |
| 15 iulie 2022 | Austria         | 1 – 0 | Norvegia |  |

### Grupa B
| 8 iulie 2022 | Spania   | 4 – 1 | Finlanda  |  |
| 8 iulie 2022 | Germania | 4 – 0 | Danemarca |  |

| 12 iulie 2022 | Danemarca | 1 – 0 | Finlanda |  |
| 12 iulie 2022 | Germania  | 2 – 0 | Spania   |  |

| 16 iulie 2022 | Finlanda  | 0 – 3 | Germania |  |
| 16 iulie 2022 | Danemarca | 0 – 1 | Spania   |  |

### Grupa C
| 9 iulie 2022 | Portugalia    | 2 – 2 | Elveția |  |
| 9 iulie 2022 | Țările de Jos | 1 – 1 | Suedia  |  |

| 13 iulie 2022 | Suedia        | 2 – 1 | Elveția    |  |
| 13 iulie 2022 | Țările de Jos | 3 – 2 | Portugalia |  |

| 17 iulie 2022 | Elveția | 1 – 4 | Țările de Jos |  |
| 17 iulie 2022 | Suedia  | 5 – 0 | Portugalia    |  |

### Grupa D
| 10 iulie 2022 | Belgia | 1 – 1 | Islanda |  |
| 10 iulie 2022 | Franța | 5 – 1 | Italia  |  |

| 14 iulie 2022 | Italia | 1 – 1 | Islanda |  |
| 14 iulie 2022 | Franța | 2 – 1 | Belgia  |  |

| 18 iulie 2022 | Islanda | 1 – 1 | Franța |  |
| 18 iulie 2022 | Italia  | 0 – 1 | Belgia |  |

## Faza eliminatorie

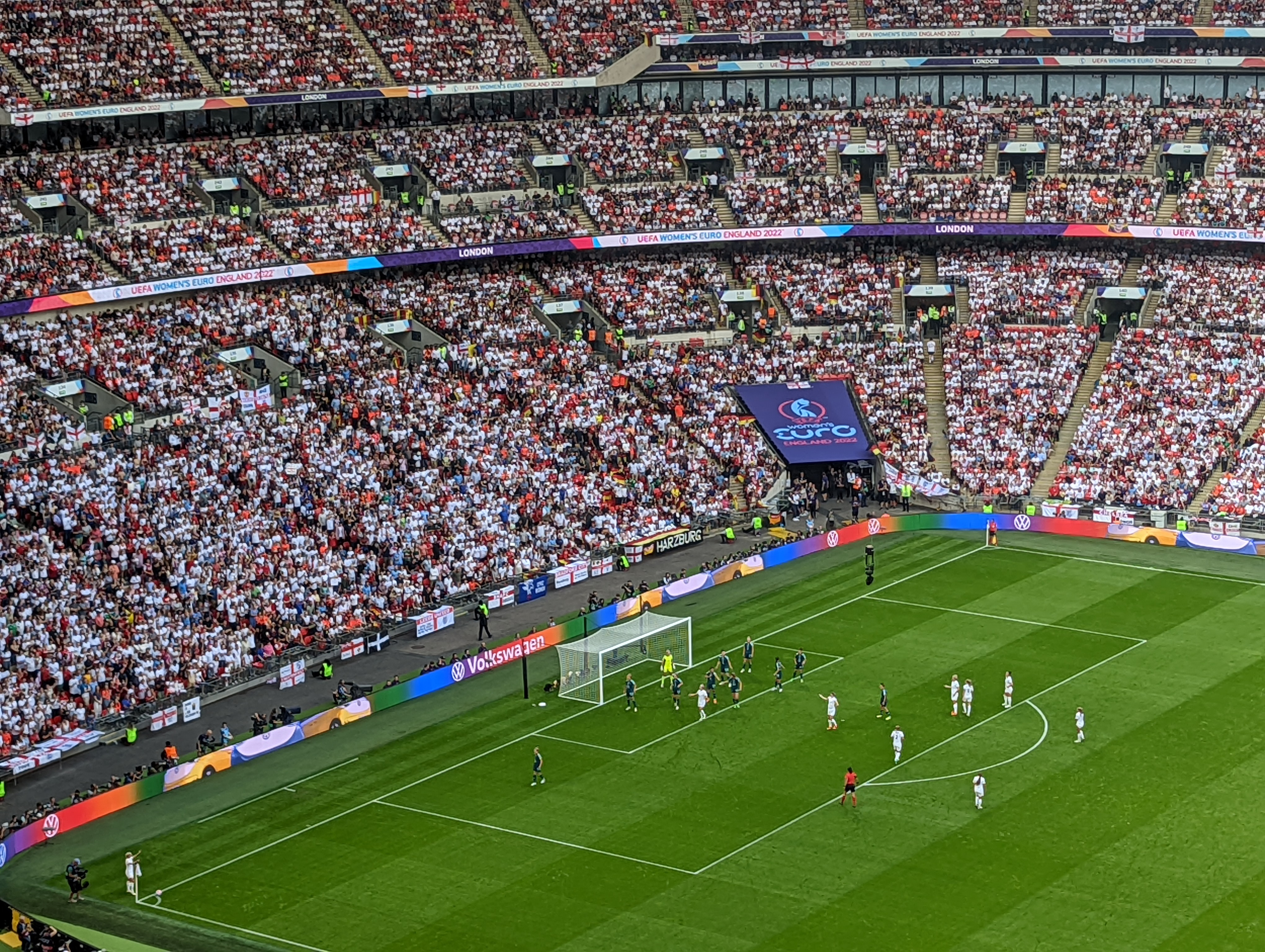
Finala Anglia - Germania

|  | Sferturi de finală            | Sferturi de finală       |                             |   | Semifinale | Semifinale |  |  | Finala | Finala |
|  |                               |                          |                             |   |            |            |  |  |        |        |
|  | 20 iulie - Brighton and Hove  |                          |                             |   |            |            |  |  |        |        |
|  |                               |                          |                             |   |            |            |  |  |        |        |
|  | Anglia (prel)                 | 2                        |                             |   |            |            |  |  |        |        |
|  | Anglia (prel)                 | 2                        | 26 iulie - Sheffield        |   |            |            |  |  |        |        |
|  | Spania                        | 1                        |                             |   |            |            |  |  |        |        |
|  | Spania                        | 1                        | Anglia                      | 4 |            |            |  |  |        |        |
|  | 22 iulie - Leigh              |                          | Anglia                      | 4 |            |            |  |  |        |        |
|  |                               | Suedia                   | 0                           |   |            |            |  |  |        |        |
|  | Suedia                        | Suedia                   | 0                           | 1 |            |            |  |  |        |        |
|  | Suedia                        |                          | 31 iulie - Londra (Wembley) | 1 |            |            |  |  |        |        |
|  | Belgia                        | 0                        |                             |   |            |            |  |  |        |        |
|  | Belgia                        | 0                        | Anglia (prel)               | 2 |            |            |  |  |        |        |
|  | 21 iulie - Londra (Brentford) |                          | Anglia (prel)               | 2 |            |            |  |  |        |        |
|  |                               | Germania                 | 1                           |   |            |            |  |  |        |        |
|  | Germania                      | Germania                 | 1                           | 2 |            |            |  |  |        |        |
|  | Germania                      | 27 iulie - Milton Keynes |                             | 2 |            |            |  |  |        |        |
|  | Austria                       | 0                        |                             |   |            |            |  |  |        |        |
|  | Austria                       | 0                        | Germania                    | 2 |            |            |  |  |        |        |
|  | 23 iulie - Rotherham          |                          | Germania                    | 2 |            |            |  |  |        |        |
|  |                               | Franța                   | 1                           |   |            |            |  |  |        |        |
|  | Franța (prel)                 | Franța                   | 1                           | 1 |            |            |  |  |        |        |
|  | Franța (prel)                 |                          |                             | 1 |            |            |  |  |        |        |
|  | Țările de Jos                 | 0                        |                             |   |            |            |  |  |        |        |
|  | Țările de Jos                 | 0                        |                             |   |            |            |  |  |        |        |

### Finala
| Anglia                   | 2–1 (d.p.) | Germania     |
| ------------------------ | ---------- | ------------ |
| - Toone 62' - Kelly 110' | Raport     | - Magull 79' |

| Anglia | Germania |

| GK             | 1  | Mary Earps          |      |      |
| RB             | 2  | Lucy Bronze         |      |      |
| CB             | 6  | Millie Bright       |      |      |
| CB             | 8  | Leah Williamson (c) |      |      |
| LB             | 3  | Rachel Daly         |      | 88'  |
| CM             | 10 | Georgia Stanway     | 23'  | 88'  |
| CM             | 4  | Keira Walsh         |      |      |
| RW             | 7  | Beth Mead           |      | 63'  |
| AM             | 14 | Fran Kirby          |      | 55'  |
| LW             | 11 | Lauren Hemp         |      | 120' |
| CF             | 9  | Ellen White         | 24'  | 55'  |
| Schimbări:     |    |                     |      |      |
| MF             | 20 | Ella Toone          |      | 55'  |
| FW             | 23 | Alessia Russo       | 100' | 55'  |
| FW             | 18 | Chloe Kelly         | 111' | 63'  |
| DF             | 5  | Alex Greenwood      |      | 88'  |
| MF             | 16 | Jill Scott          |      | 88'  |
| FW             | 17 | Nikita Parris       |      | 120' |
| Antrenor:      |    |                     |      |      |
| Sarina Wiegman |    |                     |      |      |

| GK                       | 1  | Merle Frohms     |     |      |
| RB                       | 15 | Giulia Gwinn     |     |      |
| CB                       | 3  | Kathrin Hendrich |     |      |
| CB                       | 5  | Marina Hegering  |     | 103' |
| LB                       | 17 | Felicitas Rauch  | 40' | 113' |
| CM                       | 20 | Lina Magull      |     | 91'  |
| CM                       | 6  | Lena Oberdorf    | 57' |      |
| CM                       | 13 | Sara Däbritz     |     | 73'  |
| RF                       | 9  | Svenja Huth (c)  |     |      |
| CF                       | 7  | Lea Schüller     | 57' | 67'  |
| LF                       | 22 | Jule Brand       |     | 46'  |
| Schimbări:               |    |                  |     |      |
| FW                       | 18 | Tabea Waßmuth    |     | 46'  |
| FW                       | 14 | Nicole Anyomi    |     | 67'  |
| MF                       | 8  | Sydney Lohmann   |     | 73'  |
| MF                       | 16 | Linda Dallmann   |     | 91'  |
| DF                       | 23 | Sara Doorsoun    |     | 103' |
| MF                       | 4  | Lena Lattwein    |     | 113' |
| Antrenor:                |    |                  |     |      |
| Martina Voss-Tecklenburg |    |                  |     |      |

## Golgheteri
6 goluri
- Beth Mead
- Alexandra Popp

4 goluri
- Alessia Russo

3 goluri
- Grace Geyoro
- Lina Magull

## Trofee
Echipa turneului
| Portar     | Fundași                                                       | Mijlocași                                | Atacanți                            |
| ---------- | ------------------------------------------------------------- | ---------------------------------------- | ----------------------------------- |
| Mary Earps | Giulia Gwinn Leah Williamson Marina Hegering Sakina Karchaoui | Keira Walsh Lena Oberdorf Aitana Bonmatí | Beth Mead Alexandra Popp Klara Bühl |

Jucătoarea turneului
Premiul pentru jucătoarea turneului a fost câștigat de Beth Mead.
Cea mai bună tânără jucătoare
Premiul pentru cea mai bună tânără jucătoare a fost câștigat de Lena Oberdorf.
Cel mai bun golgheter
Premiul a fost câștigat de Beth Mead, care a marcat șase goluri. Același număr de goluri l-a marcat și Alexandra Popp, dar Mead a dat mai multe pase decisive, cinci.